# Víctor Gálvez
Víctor Hernán Gálvez Muñoz (Rancagua, Región del Libertador Bernardo O'Higgins, 19 de agosto de 1997) es un futbolista chileno que juega de portero actualmente en Provincial Ranco de la Tercera División A.

## Trayectoria
Proveniente de las inferiores de O'Higgins desde el 2015 de la mano del técnico argentino Pablo Sánchez comenzó a entrenar con el primer equipo celeste donde fue llamado para algunos partidos pero no salió de la banca de suplentes. No ha tenido la oportunidad de debutar en el profesionalismo y solo ha sido suplente en un partido oficial en la primera fecha del Torneo Apertura 2015 en el encuentro de O'Higgins contra Unión La Calera en el Estadio Municipal Lucio Fariña Fernández.

## Clubes
| Club                    | País  | Año       |
| ----------------------- | ----- | --------- |
| O'Higgins               | Chile | 2015-2017 |
| Deportes Rengo          | Chile | 2018      |
| Trasandino de Los Andes | Chile | 2019      |
| Provincial Ranco        | Chile | 2020-Act. |